# Ытык-Кюёль
Ытык-Кюёль (Ыты́к-Кёль; якут. Ытык күөл, досл. «священное озеро») — село, административный центр Таттинского улуса Якутии.

## Этимология
Название происходит от озера Ытык-Кюёль (Кюёль, с якут. — «озеро», Ытык, с якут. — «священный, уважаемый, почтенный»), расположенного посередине села.

## География
Посёлок Ытык-Кюёль — районный центр Таттинского улуса; он расположен в пределах Центральной Якутии, на её восточной окраине, в Лено-Амгинском междуречье. Посёлок расположен в пределах высокой поймы реки Татта и является левобережным притоком реки Алдан.
По данным всероссийской переписи населения (2010 г.), население посёлка — 7023 человек, но оно постепенно сокращается.
Транспортная связь села Ытык-Кюёль с Якутском осуществляется по федеральной автодороге «Колыма» — постоянно действующей автодороге с гравийным покрытием. Ввиду отсутствия моста через реку Лена на протяжении трёх-четырёх месяцев в году связь с Якутском прерывается.
В центре села имеется озеро Ытык-Кюёль (Мутовка) с размерами 250×350 м в плане и глубиной до 30 м. Оно является источником хозяйственного водоснабжения посёлка.

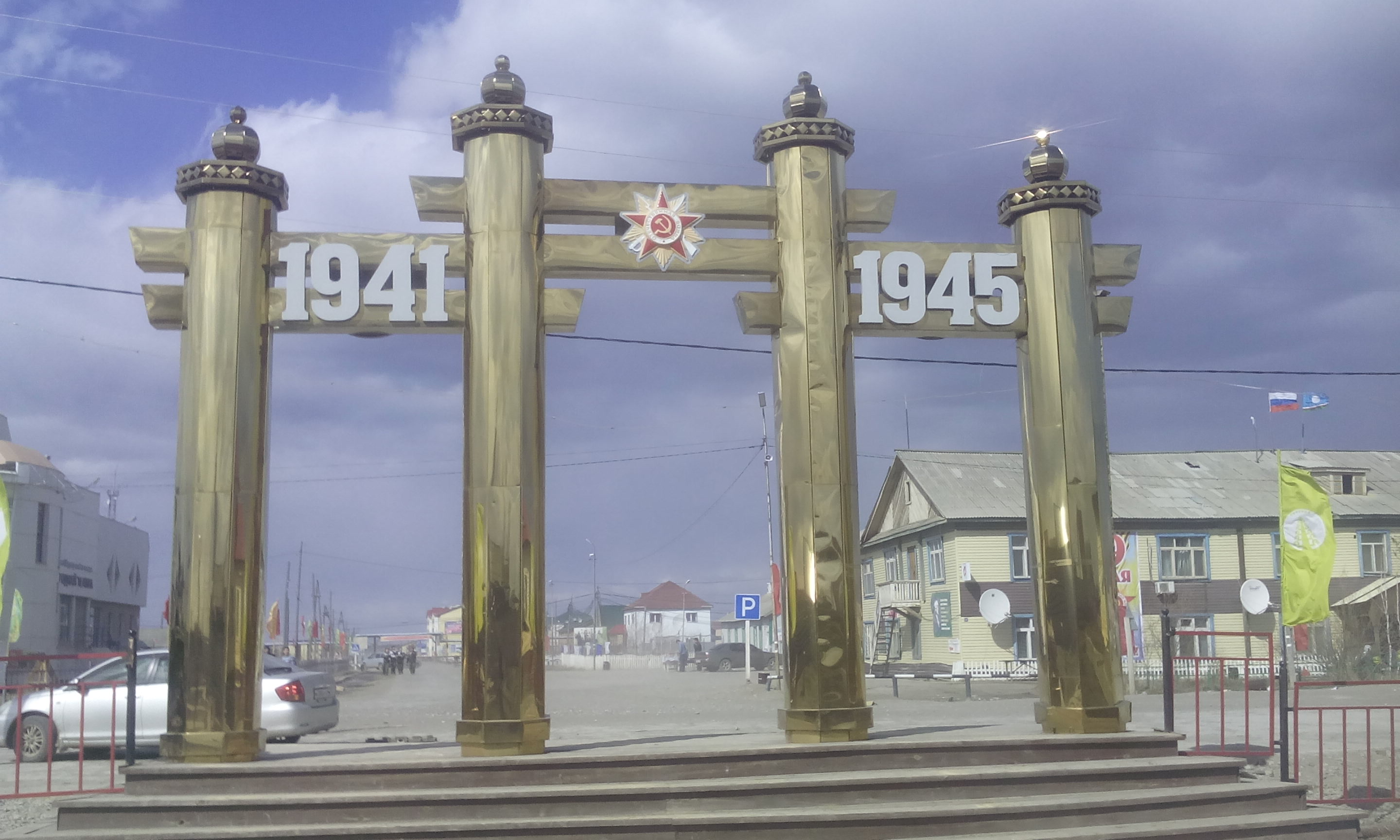

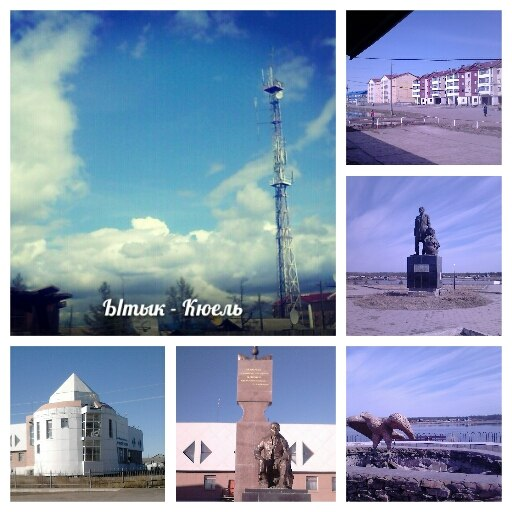

### Природно-климатические условия
По карте климатического районирования для строительства район, где расположен посёлок, относится к наиболее суровым условиям. Так как он расположен в пределах Центральной Якутии — условиях резко континентального климата — зима здесь продолжительная и суровая, а лето — короткое и жаркое. Метеоданные по температуре воздуха приводятся по метеостанции «Ытык-Кюёль» и другим характеристикам по метеостанции «Чурапча» (70 км к югу).
Температура воздуха характеризуется осреднением данных за отдельные годы и по пятидневкам за период наблюдений с 1966 г. по 1985 г. из источника по метеостанции села (№ 108 по списку метеорологических станций).
Наиболее низкая среднемесячная температура воздуха наблюдается в январе — −48,5 °С (1972 г.), а наиболее высокая, соответственно, равна −38,5 °С (1980 г.).
Среднемесячная температура июля равна 17,6 °С, наиболее высокая равна 19,9 °С (1973), наиболее низкая — 15,1 °С (1978). Среднегодовая температура составляет −12 °С.
Абсолютный минимум температуры воздуха составляет −60,8 °С (1972). Абсолютный максимум равен 34,6 °С (1966).
Среднемесячная относительная влажность воздуха наиболее холодного месяца составляет 73 %, а наиболее тёплого — 68 %.
Количество осадков за ноябрь—март составляет 74 мм, а за апрель—октябрь — 208 мм, так как основное количество осадков выпадает в виде дождя в тёплый период года; суточный максимум осадков при этом составляет 48 мм.
Наибольшая из средних скоростей ветра по рубам за май составляет 2,5 м/сек, а наименьшая — в январе, 0,4 м/сек.

### Гидрологическая характеристика
Река Татта (левый приток р. Алдан) — самая значительная река северной части Лено-Амгинского междуречья. Протяженность реки — 414 км, площадь водосбора к устью — 10 200 км². Средняя высота водосбора — 260 м. Склоны водосбора имеют очень незначительный уклон — 5-10 %. Речная сеть развита. В р. Татту впадает 12 крупных притоков длиной от 80 до 15 км и 15 притоков длиной менее 10 км. Бассейн реки покрыт лесами на 85 %. Основная древесная порода — лиственница; в подлеске — ива, спирея, шиповник. Для бассейна р. Татты, как и для всей территории Лено-Амгинского междуречья, характерно наличие глубоких замкнутых понижений — аласов и термокарстовых озёр. Количество озёр в бассейне — 2285 с общей площадью водного зеркала в 51,1 км². Долина реки — неясно выраженная с пологими, невысокими склонами, высота которых не превышает 10-20 м. Ширина долины в верхнем течении — 5 км; в нижнем расширяется до 6 км.
Наибольшие отметки поверхности села колеблются в пределах 149—151 м. Село подвержено затоплению в весенние паводки по той причине, что оно расположено непосредственно в пойме р. Татты. В весеннее время пойма заливается паводковыми водами — территория села затапливается в период половодья на 70-80 %. Наибольший уровень паводковых вод наблюдался в 1967 году (151,06 м), в 1968 г. (150 м), 1980 г. (151,4 м) и в 2007 году (более 150 м.). Во время половодья паводковые воды сильно разрушают берега реки и при выходе на пойму способствуют вытаиванию подземных линз льда, находящихся непосредственно на территории с. Ытык-Кюёль, однако после прохождения пика половодья начинается спад уровней воды, и сток реки почти отсутствует.

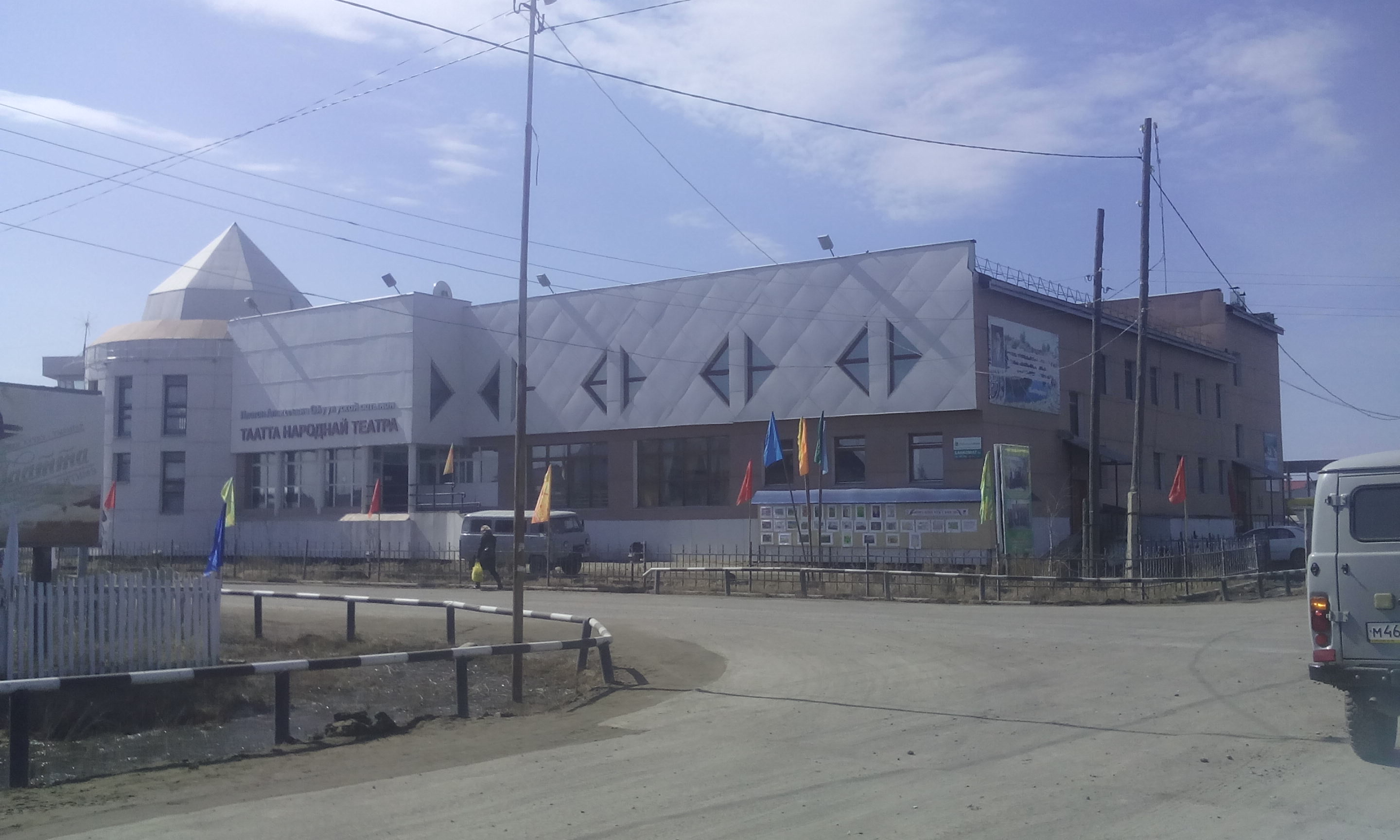

## История
Первые записи об Ытык-Кюёле появились в 1793 г.
В 1849 году Дмитрианом Поповым, протоиереем-просветителем, признанным отечественным тюркологом, была открыта Ытык-Кюёльская Преображенская церковь. Д. Попов принял активное участие в составлении фундаментального «Словаря якутского языка» Э. К. Пекарского. Первая школа в селе была открыта настоятелем Ытык-Кюёльской Преображенской церкви Д. Поповым в 1880 годах в частном порядке. В ней учителем был принят политссыльный из поляков Кустаревский. В 1900 году была открыта церковно-приходская школа в юрте матери протоиерея Д. Попова, в которой обучалось около 20 детей местных якутов, в том числе будущий писатель А. И. Софронов.
В 1904 году купец Слепцов Поликарп Иванович подарил один из своих домов церковно-приходской школе. Впоследствии с его помощью в 1906 году также были открыты школы в селе Чычымах и Черкех. Он также является единственным из якутов, получивших полное восьмиклассное обучение в г. Якутске. В центре села Ытык-Кюёль находится дом-музей И. В. Попова, в котором жила его многодетная семья, основоположника изоискусства Якутии, — его сын И. И. Попов стал деятелем искусств РС(Я). Из четвёртого поколения Поповых Гавриил и Иван пошли по стопам предков.
1930 г. 25 марта посёлок стал, по указу Правительства Якутской АССР, центром Таттинского улуса. В начале создания улуса было 17 наслегов. Первым председателем Таттинского сельсовета был избран И. Т. Ючюгяев.
В то время село Ытык-Кюёль состояло из 19 домов, юрт и маленькой школы, единственной в наслеге.

## Население
Подавляющее большинство жителей — якуты (саха), основной язык — якутский.
| 1939  | 1959  | 1970  | 1979  | 1989  | 2002  | 2010  |
| ----- | ----- | ----- | ----- | ----- | ----- | ----- |
| 1160  | ↗2378 | ↗3352 | ↗4118 | ↗5658 | ↗6267 | ↗6828 |
| 2011  | 2012  | 2013  | 2014  | 2015  | 2016  | 2017  |
| ↘6820 | ↘6651 | ↘6577 | ↗6623 | ↗6726 | ↗6758 | ↗6780 |
| 2018  | 2019  | 2020  | 2021  |       |       |       |
| ↗6796 | ↗6811 | ↗6816 | ↗6933 |       |       |       |

### Известные люди
- Большаков, Илья Алексеевич (1923—2001) — советский государственный деятель.
- Попов Иван Васильевич (1874—1945) — русский и советский живописец.
- Табунанов, Георгий Тимофеевич (1912―1975) ― первый организатор Осоавиахимовского движения Якутской АССР, участник Великой Отечественной войны, старший лейтенант[23].

## Экономика
Посёлок — центр сельскохозяйственного района (животноводство) и развития Таттинского улуса.
12 сентября 2014 года в селе состоялось открытие нового современного комбината по переработке молока СПК «Таатта». Стоимость проекта составила более 246 млн рублей.
Через год в селе был введён мобильный интернет четвёртого поколения (4G), который стал базисом развития информационных возможностей населения посёлка.
Летом 2016 года в рамках проведения празднования 100-летия Таттинского улуса и улусного ысыаха была официально введена оптоволоконная сеть.
В течение 2015 и 2016 годов были проложены бетонные асфальты по основным центральным улицам и введены постоянно действующие светофоры на нескольких перекрёстках ввиду повышения количества машин и пробок в час пик. Развивается дорожная инфраструктура.
В рамках переселения из аварийного жилья были построены каменные и деревянные дома. В настоящее время строятся муниципальные учреждения дошкольного образования.
Развивается и сфера услуг. За три года были введены несколько современных торговых центров, а именно — ТЦ «Махтал», Зеркальный, ТЦ «Алдаана», ТЦ «Маркет Таатта», ТЦ «Экономъ». Строятся новые ТЦ и магазины. Развивается бизнес-торговля.

## Культура
Достопримечательности и административные учреждения в с. Ытык-Кюёль:
- сквер А. Е. Кулаковского;
- памятник-мемориал писателям-реалистам: А. Е. Кулаковскому, А. И. Софронову, Н. Д. Неустроеву;
- Таттинский первый народный театр в Республике им. П. А. Ойунcкого;
- Площадь победы;
- Государственный республиканский Ытык-Кюёльский литературно-художественный музей-заповедник «Таатта»;
- Таттинская картинная галерея — филиал Национального художественного музея РС(Я);
- Часовня Дмитриана Дмитриевича Попова;
- Музей «Славы».

В настоящее время работают в поселке работают несколько образовательных учреждений:
- ЫКСОШ № 1 им. А. И. Софронова;
- ЫКСОШ № 2 им. Д. А. Петрова, жителя села Ытык-Кюёль, кавалера трех орденов Славы;
- МБОУ «Таттинская гимназия им. И. П. Жегусова»;
- МБОУ «Таттинский лицей им. А. Е. Мординова».

Развивается культура: работают детская музыкальная школа им. Ф. С. Аргунова; первый в республике детский народный танцевальный ансамбль «Дружба»; детский дом творчества; культурно-спортивный центр; парк отдыха им. Ф. М. Охлопкова, героя Великой Отечественной войны, построенный по современным стандартам и имеющий футбольное поля, летние тренажерные места и парковую аллею. В 2000 году в современном дизайнерском стиле был построен общественно-культурный центр им П. А. Ойунского.
Как уже было сказано, в с. Ытык-Кюёль много достопримечательностей, одной из которых является Ытык-Кюёльский литературно-художественный музей-заповедник «Таатта», основанный на местности Хадаайы по проекту Д. К. Сивцева — Суорун Омоллоона.
В музее восстановлена первая в Ытык-Кюёле Преображенская церковь, перевезены балаган-юрта родителей А. Е. Кулаковского, дом-летник (сайылык) Софроновых, юрта Н. Д. Неустроева и его сестры, народной артистки Российской Федерации А. И. Егоровой, здание вышеупомянутой церковно-приходской школы, дом интеллигента — якута Т. В. Слепцова под этнографический раздел музея-комплекса. В составе комплекса воссоздана юрта художника И. В. Попова, в которой он жил и творил до последних лет, то есть с 1881 до 1945 год, здесь воссоздана бытовая обстановка и показаны некоторые художественные работы. Основная часть его произведений будет показана в специальном разделе главного экспозиционного корпуса.
Комплекс создается на базе Таттинского краеведческого музея. Особенностью этого будущего комплекса будет его мемориальный характер. Он будет посвящён жизни и творческой деятельности первых писателей классиков якутской литературы А. Е. Кулаковскому, А. И. Софронову, Н. Д. Неустроеву, народному художнику Якутии И. В. Попову, народной артистке РФ А. И. Егоровой, уроженцам Таттинского улуса, которые имеют в развитии литературы и искусства выдающиеся заслуги и являются гордостью всей суверенной Якутской республики. Другой особенностью мемориала является попытка построения его по методологии естественной истории. Климатическая особенность северной якутской республики получила в творчестве этих художников весьма характерное своеобразное тематико-идейное отражение.